# 平民合作联盟
平民合作联盟（英語：Co-operative Commonwealth Federation，缩写为CCF，缩写为FCC），又译合作社联邦联合会，是一个存在于1932年—1961年的加拿大民主社会主义或社会民主主义政党。该党有时也自称为平民合作联盟（农民-劳工-社会主义）（英語：Co-operative Commonwealth Federation (Farmer-Labour-Socialist)）。
1932年，平民合作联盟由一批社会主义、农业主义、合作社与劳工组织在阿尔伯塔省卡尔加里合并而成。 该党在1944年萨斯喀彻温省大选中取胜，由湯米·道格拉斯在薩斯喀徹溫建立了北美洲首个社会主义政府。
1961年，该党与加拿大劳工大会合并为新党，之后更名为新民主党。

## 选举

### 下议院
| 选举 | 领导人                      | 得票数  | 得票率（%） | 议席     | +/–  | 排名  | 参政情况 |
| ---- | --------------------------- | ------- | ----------- | -------- | ---- | ----- | -------- |
| 1935 | 詹姆斯·舍伊佛爾·伍茲沃思    | 410,125 | 9.3         | 7 / 245  | ▲ 7  | ▲ 第3 | 第四党   |
| 1940 | 詹姆斯·舍伊佛爾·伍茲沃思    | 388,103 | 8.4         | 8 / 245  | ▲ 1  | ▲ 第3 | 第四党   |
| 1945 | 梅杰·詹姆斯·威廉·科尔德韦尔 | 815,720 | 15.6        | 28 / 245 | ▲ 20 | ━ 第3 | 第三党   |
| 1949 | 梅杰·詹姆斯·威廉·科尔德韦尔 | 784,770 | 13.4        | 13 / 262 | ▼ 15 | ━ 第3 | 第三党   |
| 1953 | 梅杰·詹姆斯·威廉·科尔德韦尔 | 636,310 | 11.3        | 23 / 265 | ▲ 10 | ━ 第3 | 第三党   |
| 1957 | 梅杰·詹姆斯·威廉·科尔德韦尔 | 707,659 | 10.6        | 25 / 265 | ▲ 2  | ━ 第3 | 第三党   |
| 1958 | 梅杰·詹姆斯·威廉·科尔德韦尔 | 692,398 | 9.5         | 8 / 265  | ▼ 17 | ━ 第3 | 第三党   |